# Mittelseemoos

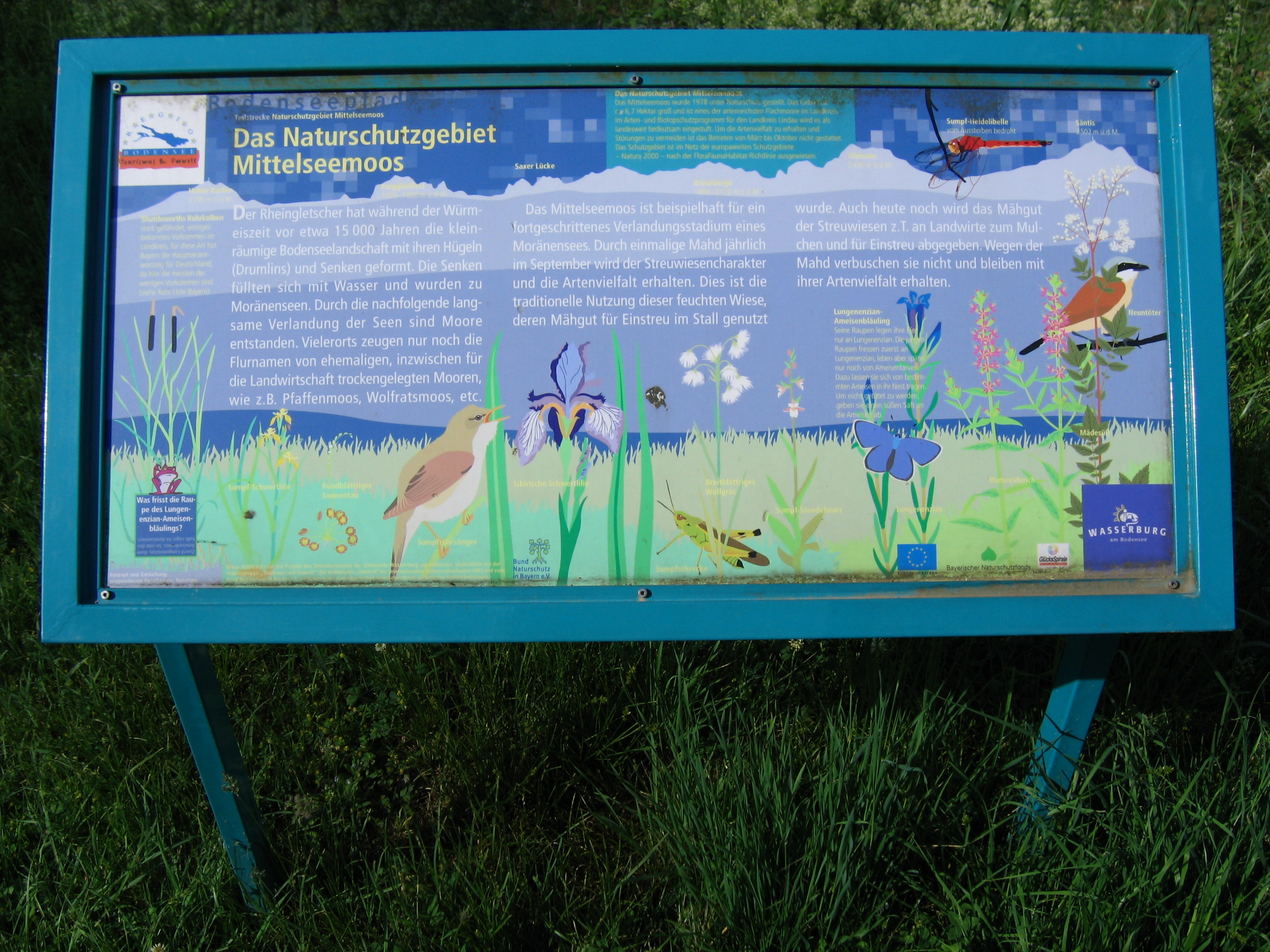
Infotafel des Bodenseepfads

Das Gebiet Mittelseemoos ist ein mit der Verordnung vom 27. Juni 1978 des Bayerischen Staatsministeriums der Finanzen ausgewiesenes Naturschutzgebiet (NSG-Nummer NSG-00110.01) im Norden der bayerischen Gemeinde Wasserburg am Bodensee im Landkreis Lindau in Deutschland.

## Lage
Das rund sieben Hektar große Naturschutzgebiet Mittelseemoos gehört naturräumlich zum Bodenseebecken. Es liegt nördlich der Wasserburger Ortsmitte, östlich des Ortsteils Hege, südlich von Hengnau und westlich des Bodolzer Ortsteils Bettnau.

## Schutzzweck
Wesentlicher Schutzzweck ist das für das Bodenseebecken bedeutende Vorkommen verschiedener seltener, bedrohter oder gefährdeter Pflanzenarten im Bereich des verlandeten Mittelsees zu schützen, den für den Bestand dieser Pflanzengemeinschaften und ihrer Tierwelt notwendigen Lebensraum zu erhalten und die durch die Pflanzen- und Tierwelt bestimmte Eigenart des Gebietes zu bewahren.

## Flora und Fauna

### Flora
Aus der schützenswerten Flora sind folgende Pflanzenarten (Auswahl) zu nennen:
- Enziangewächse
  - Lungen-Enzian (Gentiana pneumonanthe)
- Orchideen
  - Sumpf-Glanzkraut (Liparis loeselii)
  - Sumpf-Stendelwurz (Epipactis palustris)
- Rohrkolbengewächse
  - Shuttleworths Rohrkolben (Typha shuttleworthii)
- Rosengewächse
  - Echtes Mädesüß (Filipendula ulmaria)
- Weiderichgewächse
  - Gewöhnlicher Blutweiderich (Lythrum salicaria)

### Fauna
Aus der schützenswerten Fauna sind folgende Insekten-Spezies (Auswahl) zu nennen:
- Libellen
  - Schlanklibellen
    - Helm-Azurjungfer (Coenagrion mercuriale)
- Schmetterlinge
  - Bläulinge
    - Dunkler Wiesenknopf-Ameisenbläuling (Phengaris nausithous)
    - Heller Wiesenknopf-Ameisenbläuling (Phengaris teleius)

  - Edelfalter
    - Skabiosen-Scheckenfalter (Euphydryas aurinia)